# 바이판
바이판(중국어: 白凡, 병음: Bái Fán, 한국어: 백범, 1962년 5월 4일 ~ )은 중국의 영화 배우, 텔레비전 배우이다.

## 출연작
- 1993년 《예동지전》 이수정 역
- 1995년 《하란설(서하왕조)》 장화룡 역
- 2000년 《한무제》 곽거병 역
- 2001년 《경계선》 허지강 역
- 2001년 《법불용정》 진동개 역
- 2002년 《유정천천리》
- 2002년 《녹라화》 이국호 역
- 2003년 《인증》 고위민 역
- 2003년 《태양작증》 조욱광 역
- 2004년 《대만왕사》 임한민 역
- 2004년 《여자감옥》
- 2005년 《임장로》
- 2006년 《견동아심》
- 2007년 《항반기점기비》 유육진 역
- 2007년 《수중화》 주강 역
- 2007년 《군자호구》 철영 역
- 2008년 《천지유애》
- 2008년 《당애기성왕사》 조영록 역
- 2008년 《응격막사과》 박수 역
- 2009년 《검엽》
- 2009년 《인민이익》 왕일빈 역
- 2009년 《결전여명》
- 2009년 《비친조매》 제동 역
- 2009년 《비역》 정의연 역
- 2010년 《영호국경선》 영열우 역
- 2010년 《애유! 족구》
- 2011년 《혁명인영원시년경》 하징 역
- 2011년 《대애무성》 고원 역
- 2011년 《건국대장군》 양견 역
- 2011년 《북경애정고사》 소화양 역
- 2011년 《일촉즉발》 두려녕 역
- 2012년 《여인적안색》 우금 역